# Heimlichov manever
Heimlichov manever, tudi Heimlichov prijem ali stis trebuha, je ukrep prve pomoči, ki lahko pri grozeči zadušitvi ali bolusni smrti zaradi zapore dihalne poti s tujkom (aspiracija bolusa, npr. s pogoltnjenjem) reši življenje. S stisom trebuha (abdomna) poskušamo ustvariti tlak, ki bo tujek iztisnil iz sapnika ali zgornjih dihalnih poti. Kot predhodni ukrep je treba tujek poskusiti iztisniti iz dihalnih poti z močnimi udarci med lopaticama. Pri prijemu obstaja nevarnost rupture (pretrganja) prepone ali poškodbe drugih organov v trebušni votlini in se ga je treba pri majhnih otrocih izogibati.
Manever je leta 1974 prvi opisal ameriški zdravnik Henry J. Heimlich (1920–2016).

## Uporaba
Pomagalec stoji za osebo, ki se duši, in z rokami objame zgornji del njenega trebuha. Z eno roko napravi pest in jo postavi pod rebra in prsnico v žličko (epigastrij). Z drugo roko objame pest in jo nato močno povleče navzad k svojemu telesu. S tem poskuša sunkovito zvišati tlak v pljučih, ki bo iz sapnika iztisnil tujek. Ta manever lahko po potrebi (pri ležečem bolniku tudi od zgoraj) ponovi do petkrat. Po vsaki izvedbi je treba preveriti, ali je tujek odstranjen. Rebrne kletke pri tem ne sme stiskati.
Pri uporabi Heimlichovega prijema obstaja nevarnost notranjih poškodb (razpok vranice, razpok jeter pri otrocih; razpok anevrizme pri starejših bolnikih, zlom rober, poškodba želodca). Vendar pa je tveganje ob akutni ogroženosti življenja zaradi dušenja ali refleksnega srčnega zastoja ob draženju vagusa sprejemljivo. Po uporabi Heimlichovega prijema je treba bolnika prepeljati v bolnišnico, da se izključijo morebitne poškodbe.

## Kontraindikacije
- Pri ribji kosti je postopek slabo učinkovit, saj ta dihalnih poti ne zapre popolnoma in lahko čezmerni tlak popusti, ne da bi se kost premaknila.
- Utopitev: Heimlichov manever se ne sme uporabljati za odstranitev vode iz pljuč s Heimlichovim manevrom.[3]
- Haimlichov manever se ne sme izvajati, če je človek že nezavesten. V tem primeru je treba takoj začeti s temeljnimi postopki oživljanja.[2]
- Heimlichov manever se ne sme izvajati pri dojenčkih (otrocih, mlajših od 1 leta), saj je nevarnost poškodb pri njih prevelika. Namesto tega se kot pri oživljanju uporablja pritisk na prsni koš z dvema prstoma.